# Ford GT40
Ford GT40 — спортивний автомобіль, 4-разовий переможець 24 години Ле-Мана з 1966 по 1969 рр. (Хоча в 1967 році з іншим кузовом). Його спеціально розробили для перемог в гонках на далекі дистанції проти Ferrari (який перемагав в Ле-Мані шість разів поспіль з 1960 по 1965). GT40 GT-40P 1075 був першим автомобілем, який отримав перемогу в Ле-Мані двічі (1968 і 1969 рр.); Цей автомобіль використовував двигун Gurney Weslake з особливого сплаву.
Автомашину назвали GT (скор. від Gran Turismo) і додали 40, що позначає його повну висоту в 40 дюймів (1.02 м разом з вітровим склом), як того вимагають правила. Використовувалися двигуни Ford V8 великого об'єму (4.7 л і 7.0 л), у порівнянні з Ferrari V12, об'ємом 3.0 л або 4.0 л.
Ранні автомобілі називалися просто «Ford GT». «GT40» - так називався проєкт з підготовки машин до міжнародних перегонів на витривалість, і Ford дуже хотів виграти 24 Години Ле-Мана. Перші 12 «прототипів» мали серійні номери з GT-101 по GT-112.
Почалося «виробництво» і наступні автомобілі, MkI, MkII, MkIII та MkIV, нумерувалися від GT40-P-1000 до GT40-P-1145, і вже офіційно були «GT40». Ім'я
проєкту Ford і серійні номери розсіюють чутки про те, що «GT40» був нібито «тільки прізвиськом».Була розроблена Керолом Шелбі і Кеном Майлзом,який перший випробував її.
Всього виготовили 105 автомобілів.
Ford GT —— це сучасна данина поваги до GT40.

## Історія

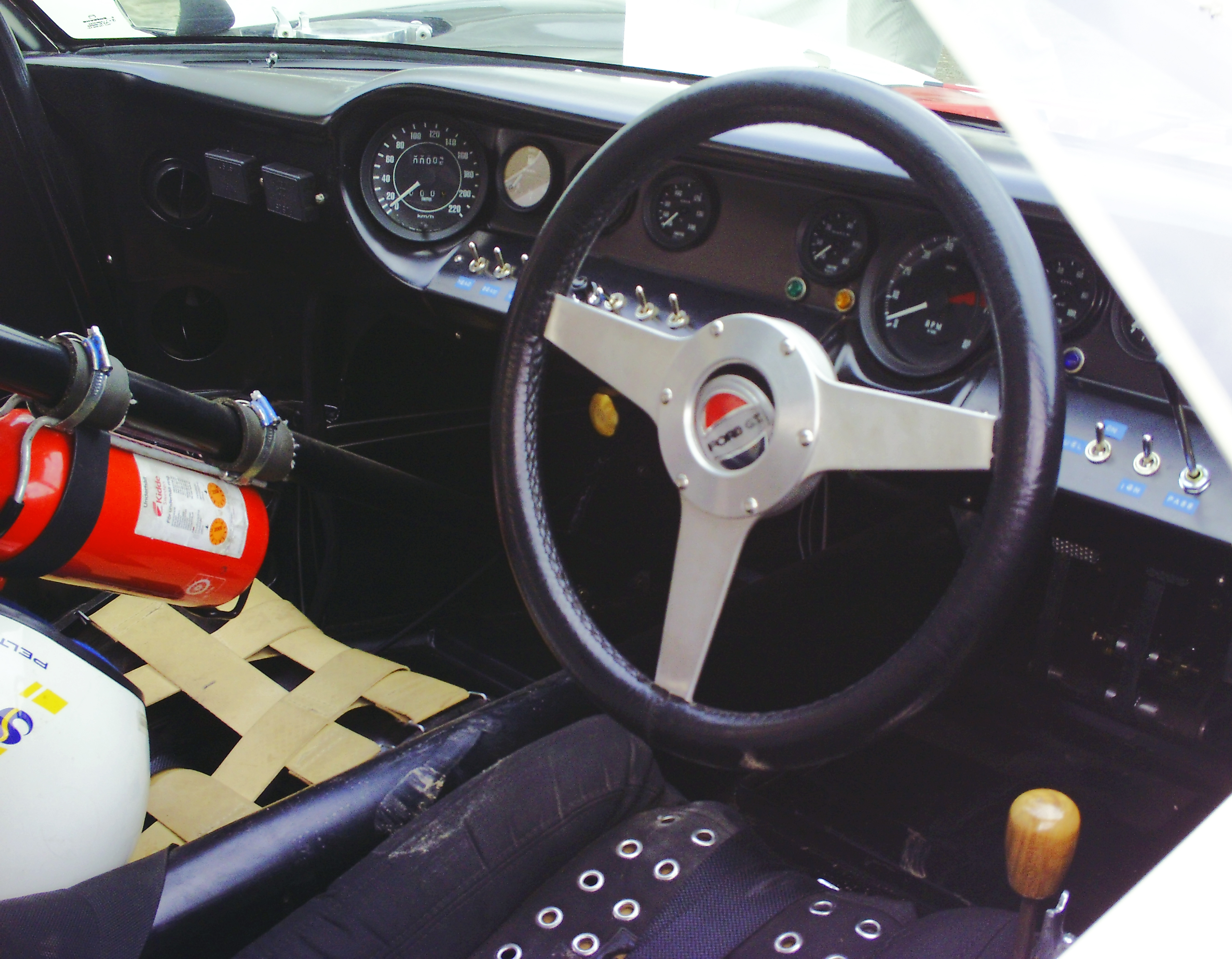

Генрі Форд II ще на початку 1960-х хотів, щоб його авто брало участь у Ле-Мані. Навесні 1963 р Форд дізнався через європейського посередника, що Енцо Феррарі цікавиться Ford Motor Company, щоб продати їй своє виробництво. Форд витратив кілька мільйонів доларів на ревізію фабричних активів Ferrari і юридичні переговори. Однак Феррарі в односторонньому порядку перервав переговори на останній стадії, коли з'ясувалося, що після покупки машини Ferrari не братимуть участі в гонках Індіанаполіс 500, оскільки компанія Ford вже виставляла на цю гонку машини зі своїми двигунами, і не збиралася конкурувати сама з собою. Після скасування угоди Генрі Форд II направляє свій гоночний підрозділ на пошуки компанії, яка змогла б обійти Ferrari на світових перегонах на витривалість.
З цього моменту Форд починає переговори з Lotus, Lola і Cooper. Cooper не мали ніякого досвіду в GT або прототипах, і їх результати в Формулі-1 постійно знижувалися.
Lotus вже був партнером Ford'а в проекті Інді 500. Керівники Ford сумнівалися, що Lotus зможе впоратися з цим новим проектом. Колін Чепмен, ймовірно, думав так само, так як попросив високу ціну за сприяння і наполягав на тому, що автомобіль (яким в подальшому стане Lotus Europa) потрібно назвати Lotus-Ford, що можна було розглянути як ввічливу відмову. Вибрали Lola, так як вона використовувала двигун Ford V8 в средньомоторній Lola Mk (також відомому як Lola GT). Це був один з найбільш просунутих гоночних автомобілів того часу, який не можна було не помітити в Ле-Мані 1963 року хоча автомобіль не був навіть дороблений. Однак Ерік Бродлі, власник і провідний конструктор Lola Cars, погодився на короткострокове особисте сприяння проекту без залучення Lola Cars.
Угода з Еріком Бродлі включала співпрацю на один рік і продаж двох шасі Lola Mk 6. Щоб сформувати команду розробки, Ford також найняв екс-менеджера команди Aston Martin Джона Уайер. Інженера Ford Motor Co. Роя Ланна послали до Англії; він проектував средньомоторний концепт Mustang I з 4-циліндровим двигуном об'ємом 1.7 л. Незважаючи на маленький двигун Мустанга I, Ланн був єдиним інженером Дірборна, який мав трохи досвіду в середньомоторних автомобілях. Бродлі, Ланн і Уайер почали роботу над новим автомобілем на Lola Factory в Бромлі.
В Наприкінці 1963-го команда переїхала в Слау, Англія, біля аеропорту Хітроу. Ford заснував нову філію під керівництвом Уайер, Ford Advanced Vehicles Ltd, для управління проектом.
Перше шасі з'явилося 16 березня 1963 року. Перший «Ford GT», GT/101, був представлений в Англії 1 квітня і незабаром після цього показаний в Нью-Йорку. Його обладнали двигуном 4.2 л. Fairlane з КПП Colotti, та ж сама силова установка використовувалася в Lola GT і одномісному Lotus 29, який завоював вельми спірне друге місце в Інді 500 в 1963. (Дизайн DOHC використовувався в більш пізні роки в Інді. Він переміг в 1965 на Lotus 38).
Ford GT40 спочатку брав участь в травні 1964 на гонці Нюрбургринг 1000 км, де у нього відмовила підвіска, коли він йшов на другому місці на початку гонки. Три тижні потому в 24 годинах Ле-Мана зійшли всі три учасники, хоча автомобіль Гінтера/Грегорі йшов попереду з другого кола до першого Пітстопа. У лютому 1965 року Кен Майлз і Ллойд Рабі привели GT40 до перемоги на 2000 км в Дейтоні.
Досвід, отриманий в 1964 і 1965 роках, дозволив 7-літровому Mk II домінувати на гонці 24 години Ле-Мана в 1966 році. Фініш, однак, був затьмарений: в заключні кілька годин Ford GT новозеландців Брюса Макларена і Кріса Еймон впритул переслідував лідируючий Ford GT, керований Кеном Майлзом. Посадові особи команди Ford зіткнулися з важким вибором. Вони могли дозволити водіям самим вирішувати результат гонки, змагаючись один за одним - і ризикувати одним або обома автомобілями. Вони могли диктувати порядок фінішу водіям - і частина водіїв буде надзвичайно незадоволена. Або вони могли організувати нічию, і автомобілі Макларена/Амона і Майлза/Халм перетинають фінішну лінію пліч-о-пліч. Команда вибрала останнє і інформувала Макларена і Майлза про це рішення безпосередньо перед тим, як вони сіли в свої машини для заключного заїзду. Потім, незадовго до фінішу, Automobile Club de l'Ouest (ACO), організатори заходу в Ле-Мані, повідомили Форду, що відмінність в стартових позиціях буде взято до уваги в близькому фініші - значить, машина Макларена/Амона, яка стартувала приблизно на 18 метрів позаду автомобіля Халм/Майлза, пройшла трохи більшу дистанцію і тому буде переможцем. По-друге, як пізніше зізналися посадові особи Ford, непрості відносини компанії з Майлзом, своїм головним пілотом за контрактом, поставило їх в складне становище. Вони могли нагородити видатного гонщика, з яким час від часу надзвичайно важко працювати, або вони могли вирішити на користь інших претендентів (Макларена/Амона) з меншими зобов'язаннями в програмі Ford'а, але з якими було простіше мати справу. Ford влаштували організований фотофініш, але Майлз, глибоко розчарувавшись в цьому рішенні після всіх своїх праць, вкладених в програму, висловив протест, раптово пригальмувавши за кілька ярдів від фінішу і дозволивши Макларену перетнути межу першим. Майлз загинув у нещасному випадку на випробуваннях всього два місяці по тому. Таким чином, він не отримав заслуженого унікального досягнення - завоювання золота в Себрингу, Дайтоні і Ле-Мані в одному і тому ж році.
Смерть Майлза сталася за кермом Ford «J-car», ітерації GT40, яка включала кілька унікальних особливостей: алюмінієву комірчасту конструкцію шасі і дизайн корпусу типу «breadvan», експериментом на тему хвоста Камма. На жаль, фатальний нещасний випадок Майлза був частково списаний на недопрацьовану аеродинаміку J-car, і команда зайнялася повною переробкою автомобіля, який став відомий як Mk IV. Mk IV, новий дизайн з двигуном Mk II, але іншими шасі і корпусом, виграв в наступному році в Ле-Мані (коли там брали участь чотири Mark IV, три Mark II і три Марк I). Високі швидкості, досягнуті на цих перегонах, викликали зміну правил, які вступили в дію в 1968-му році: обсяг атмосферних двигунів прототипів був обмежений до трьох літрів, як і в Формулі-1. Через це були виключені Ferrari 330P, Chaparral і Mk IV.
Серійним спорт-карам типу GT40 і Lola T70, з 5-літровими двигунами, дозволяли брати участь в гонці, якщо обсяг їх виробництва був не менше 50 автомобілів. Доопрацьований Джоном Уайер Mk I з 4,7-літровим мотором виграв гонку 24 години Ле-Ману в 1968-му в битві з меншими і більш крихкими прототипами. Цей результат, плюс інші чотири перемоги GT40, дозволив Ford'у здобути перемогу в міжнародному чемпіонаті спорткарів 1968 року. Призначена для заміни GT40 машина Ford P68 з трилітровим двигуном показала гнітючі результати. У 1969-му, в битві з більш просунутими прототипами і новими, хоча поки ще ненадійними 4,5-літровими Porsche 917, переможці Ікс/Олівер зуміли побити залишилися 3-літрові Porsche 908 всього на кілька секунд на вже застарілому GT40 (той самий автомобіль, який переміг в 1968, легендарний GT40P/ 1075). Крім зносу гальм Porsche і рішення не змінювати колодки ближче до кінця гонки, перемогу принесли спокійна манера водіння пілотів GT40 і героїчні зусилля Жакі Ікса в найпотрібніший момент (тоді Ікс був новобранцем Ле-Мана, а пізніше він здобув в цій гонці п'ять перемог). У 1970 році домінував вже доопрацьований Porsche 917, а GT40 застарів остаточно.

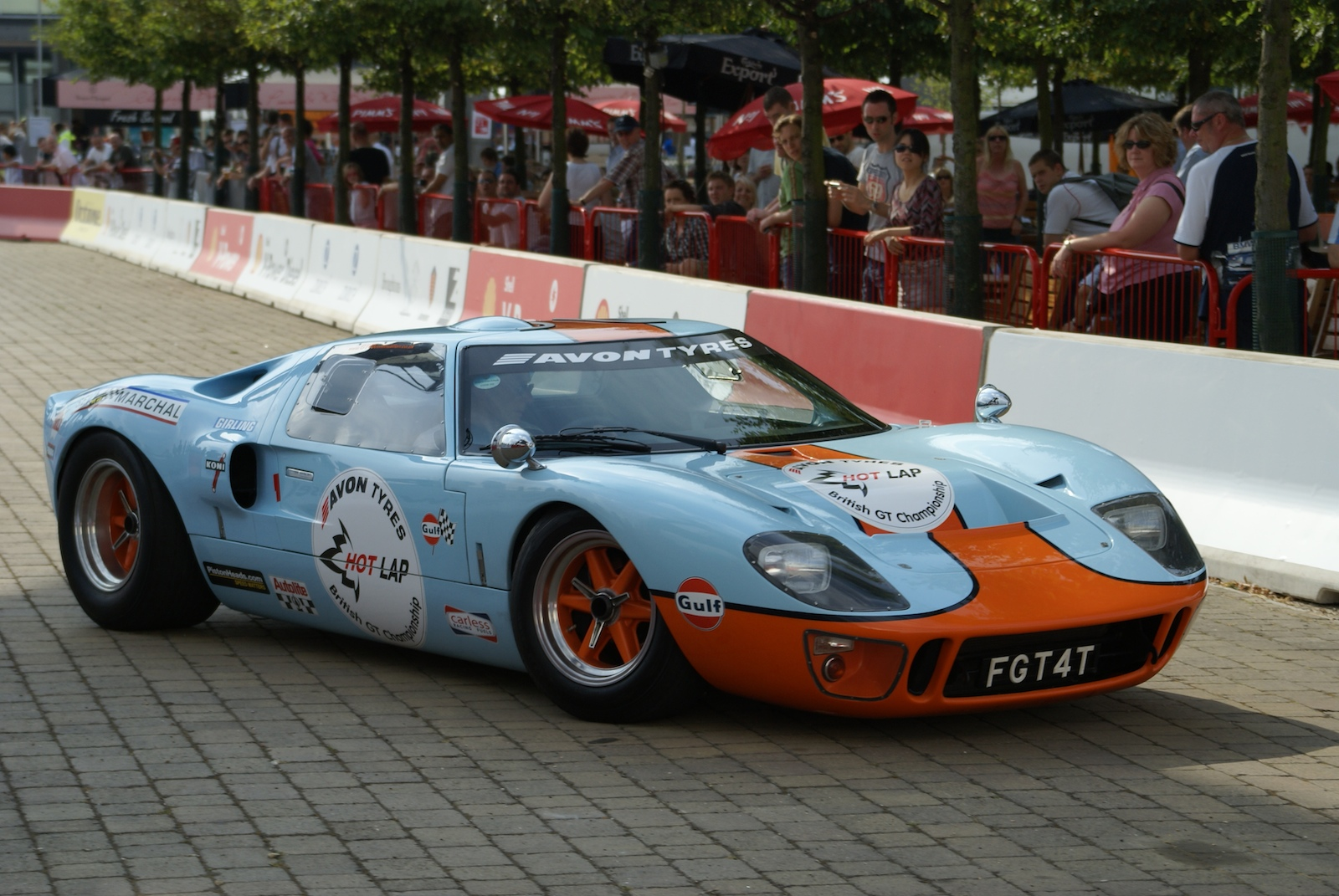
Ford GT40 Mk I
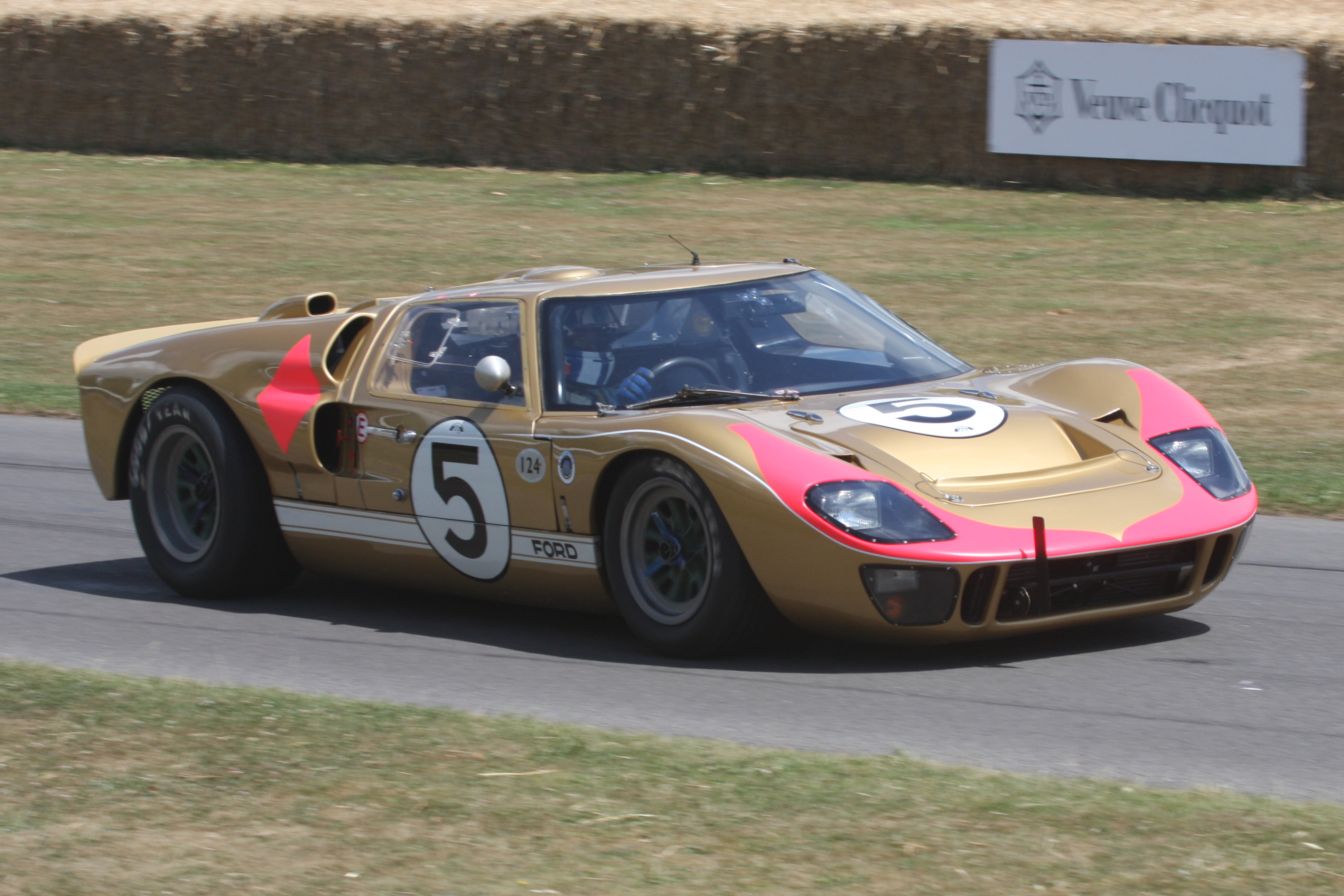
Ford GT40 Mk II
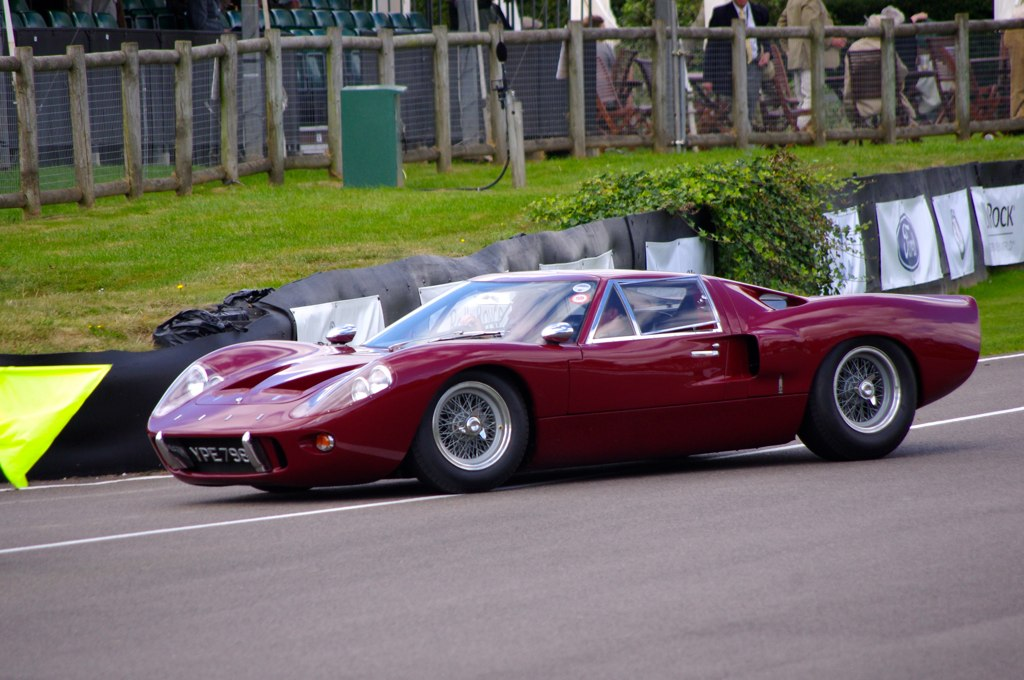
Ford GT40 Mk III
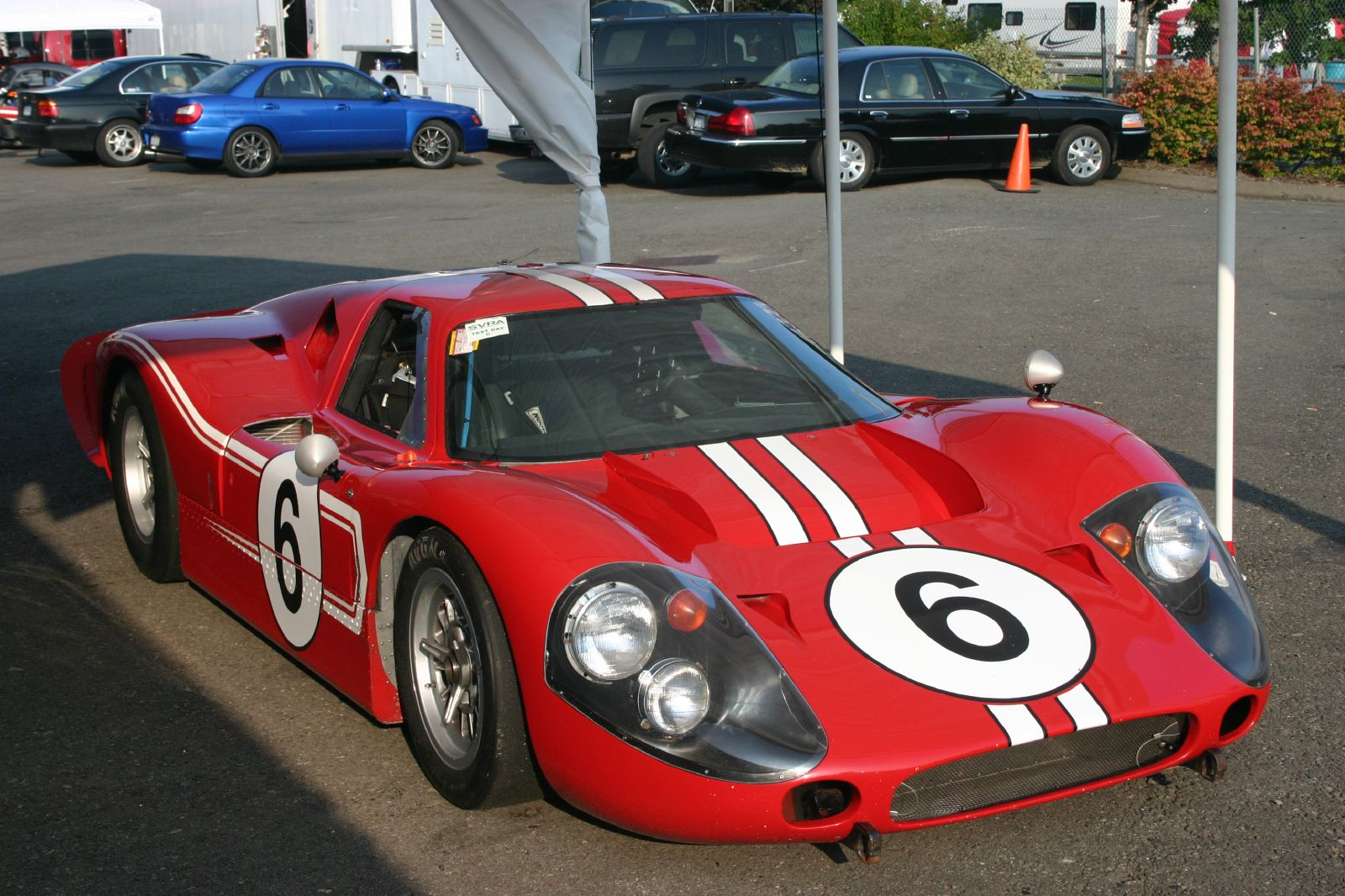
Ford GT40 Mk IV

## Двигуни
- 4181 см3 (255 CID) V8
- 4737 см3 (289 CID) V8
- 4942 см3 (302 CID) V8
- 6997 см3 (427 CID) V8